# گرادیسکا د ایسونتزو
گرادیسکا د ایسونتزو (به ایتالیایی: Gradisca d'Isonzo) یک کومونه در ایتالیا است که در استان گوریتزیا واقع شده‌است.

## خصوصیات
گرادیسکا د ایسونتزو ۱۰ کیلومترمربع مساحت و ۶٬۶۰۳ نفر جمعیت دارد و ۳۲ متر بالاتر از سطح دریا واقع شده‌است.

## خواهرخوانده
شهرهای کاستاو و Ibrány خواهرخوانده‌های گرادیسکا د ایسونتزو هستند.